# Alessandra Gioia
Alessandra Gioia (* 1980 in Rom) ist eine italienische Sopranistin.

## Karriere
Ihre Gesangsstudien begann Gioia mit 16 Jahren bei Dina Nizza und Emanuela Deffai in Rom.
Danach studierte sie in Siena, Sulmona und Osmina bei berühmten Sängerinnen und Sängern wie Renata Scotto, Silvana Bazzoni Bartoli, Renato Bruson, Mirella Freni, Gianni Raimondi, Lella Cuberli, Raina Kabaivanska und Antonio Juvarra.
Als Konzertsängerin trat Gioia u. a. in Osimo, Pesaro, Senigallia, Recanati, Siena, Sulmona, Benevento und in der Accademia di Santa Cecilia in Rom auf. Sie sang Puccinis Suor Angelica im Teatro Rosetum in Mailand, Iphigenie auf Tauris von Gluck/Strauss beim Festival della Valle d’Itria in Martina Franca; Bizets Carmen und Donizettis Don Pasquale in Tourneeproduktionen in Italien sowie die Titelrolle in Verdis Aida für die As.Li.Co. OperaDomani in verschiedenen italienischen Theatern.
2015 sang Gioia das erste Mal international in der Rolle der Abigaille in Verdis Nabucco für das Sommertheater in Kiel.

## Privat
Gioia lebt mit ihrer Tochter in Osimo, Italien. Sie ist alleinerziehend.

## Preise
- Concorso lirico Caruso
- Concorso O.M.E.G.A. (2013, dritter Preis)
- Cantiere dell’opera in Livorno
- Concorso Anita Cerquetti (2013, Sonderpreis „Anita Cerquetti“)
- Concorso Anita Cerquetti (2013, Zuschauerpreis)
- Concorso Festival Voce Canto Lirico in Castrocaro (zweiter Preis)